# Dinckley
Dinckley is een civil parish in het bestuurlijke gebied Ribble Valley, in het Engelse graafschap Lancashire met 83 inwoners.